# Coriolanus (filme)
Coriolanus (br / pt: Coriolano) é uma adaptação cinematográfica da tragédia homônima de William Shakespeare. Foi a estréia de Ralph Fiennes como diretor, também estrelando como protagonista. As gravações começaram em 17 de março de 2010, na Sérvia, com estréia no ano de 2011, em Belgrado, Sérvia.

## Elenco
- Ralph Fiennes como Coriolano
- Gerard Butler como Átio Túlio Aufídio
- Vanessa Redgrave como Volúmnia
- Brian Cox como Menênio
- Jessica Chastain como Virgilia
- Dragan Mićanović como Tito
- Paul Jesson como Bruto
- James Nesbitt como Sicínio
- Ashraf Barhom como Cássio
- Lubna Azabal como Tamora
- Harry Fenn como o jovem Coriolano